# Masada
Masada (hebrejsky:  poslech, מצדה, mecada – „pevnost“) je starověká pevnost na vrcholu izolovaného skalního útesu na východním okraji Judské pouště, asi 3 km západně od jižního konce Mrtvého moře. Pevnost byla postavena Herodem Velikým v 1. století př. n. l., během první židovské války se Masada stala posledním místem odporu židovských povstalců proti Římanům. Roku 2001 byla lokalita zapsána jako památka světového dědictví na seznam UNESCO.

## Poloha
Pevnost se nachází na jižním okraji Judské pouště v blízkosti Mrtvého moře a letoviska Ejn Gedi. Již v antice poblíž procházely dvě dálkové trasy – jedna z Jeruzaléma a Ejn Gedi do Edómu, druhá centrem Judské pouště do Moábu. Samotná pevnost byla postavena v poušti bez lidského osídlení, na vrcholu příkré skály o rozměrech asi 650 × 300 metrů, jehož jižní polovinu ohraničuje po většinu roku vyschlé řečiště vádí Masada a na severu vádí Ben Jar. Východní strana je vysoká asi 450 metrů, západní asi 150 metrů nad koryty vádí a asi 100 metrů nad vrcholem původního akvaduktu, přivádějícího vodu do prostřední linie cisteren pevnosti. Vrcholová plošina se rozkládá přibližně 450 metrů nad hladinou Mrtvého moře, přesto její nadmořská výška je jen 30 metrů nad hladinou světového oceánu. Je to dáno úrovní hladiny Mrtvého moře, které je asi 430 metrů pod úrovní hladiny Středozemního moře.

## Historie

### Vybudování a popis pevnosti

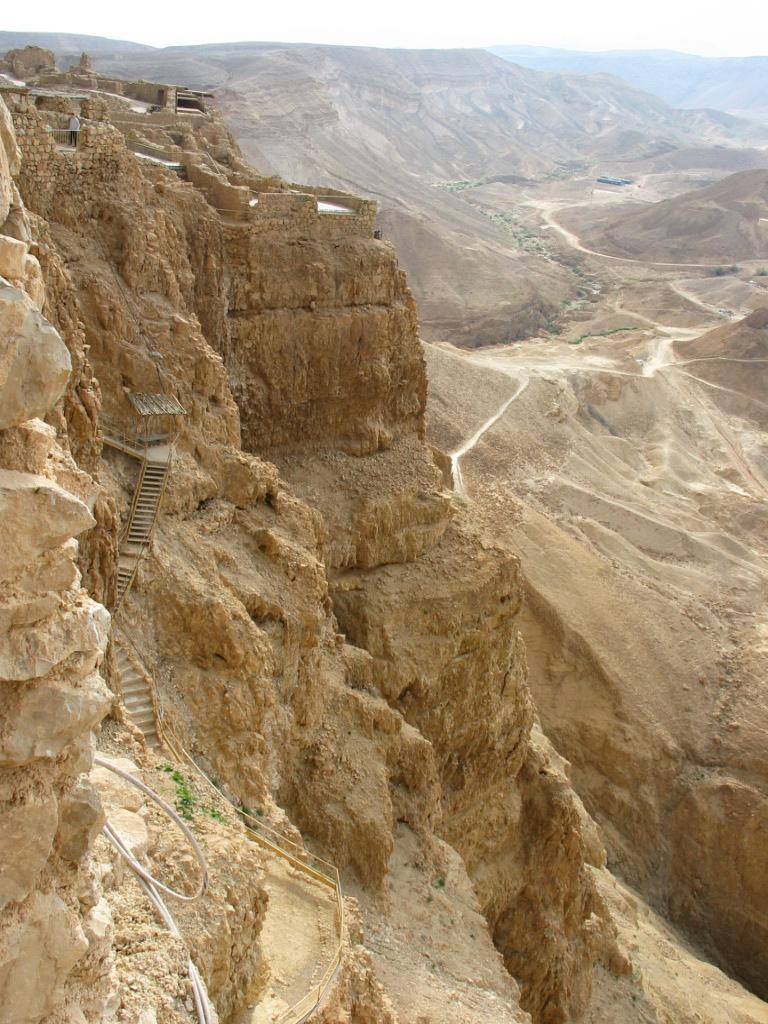
Severozápadní útes Masady, v pozadí vádí

Podle Flavia Josefa vybudoval prvotní pevnost velekněz Jonathan. Historiky je ztotožňován s králem Alexandrem Jannaiem, jehož mince zde byly při vykopávkách nalezeny. Přesné určení a datování této epochy ale není dosud z vykopávek možné. Zásadní přestavbu pevnosti provedl král Herodes Veliký, který si zde po ukončení bojů s hasmóneovskou dynastií o vládu nad Judeou vybudoval zimní palác a útočiště pro případ, že by nedokázal čelit vnitřním nebo vnějším nepřátelům na bitevním poli. Umístění v odlehlé neobydlené oblasti s nepříznivými přírodními podmínkami poblíž významných cest význam pevnosti umocňovalo, takže byla považována za nejvýznamnější z Herodových pevností.
Vrchol hory byl obehnán kasematovou hradbou v celkové délce 1 290 metrů, tvořenou 70 místnostmi, jejichž šířka činí 4 metry a délka až 35 metrů, nejčastěji však 10 metrů. Šířka vnější zdi dosahuje 1,4 metru, vnitřní je o něco slabší – jen 0,95 metru. Výška hradeb se odhaduje od čtyř do osmi metrů podle polohy hradebního úseku v terénu. Hradbu chránilo 27 věží, které byly postaveny ve vzdálenosti 35 – 90 metrů od sebe, a pravděpodobně byly dvoj- či trojpatrové.
Tyto věže mimo obranného významu sloužily i jako řemeslné dílny pro zpracování kůže nebo k chovu holubů, kteří byli chováni pro maso a trus, používaný jako hnojivo. Místnosti v kasematové hradbě složily pro ubytování obyvatel pevnosti. Na severním okraji plošiny se nacházel tříúrovňový palác krále Heroda, obydlí velitele pevnosti, strážnice, administrativní a reprezentativní místnosti spolu s velkými zásobárnami obilí, vína, olivového oleje a dalších potravin, umožňující přečkat i velmi dlouhé obležení. K obranným účelům zde byly uskladněny i zásoby zbraní a surovin, zejména železa, bronzu a cínu. Flavius odhaduje, že skladovaná výzbroj a výstroj stačila pro 10 000 mužů. Dalšími velkými stavbami byl Herodův palác na západní straně, kasárna vojáků poblíž něho a tři menší paláce pro Herodovy hosty. Pohodlí krále a jeho hostů zajišťovaly mimo koupelen v palácích i lázně v římském stylu a velký plavecký bazén na jižní straně, koně měli stáje na západní straně. Zásoby vody zajišťoval velký počet ve skále vytesaných cisteren. I přes tuto stavební aktivitu zůstala většina rozlohy plošiny volná a mohla být využita buďto k ubytování ustupující armády ve stanech, nebo k pěstování zemědělských plodin. Po obsazení pevnosti židovskými povstalci byly paláce předěleny příčkami pro ubytování většího počtu rodin, provedena decentralizace přípravy jídla vybudováním malých pecí, namísto lázní byly v budovách vytvořeny mikve a stáje přebudovány na synagogu – mikve a synagoga jsou dnes (spolu s Gamlou) jednou z nejstarších dochovaných v Izraeli.
Do pevnosti se původně vstupovalo strmou stezkou z východní strany takzvanou Hadí stezkou, Vodní bránou ze severu a pravděpodobně i z jihu jižní bránou. Po dobytí pevnosti Římany vznikla Byzantská brána na západní straně s použitím navršeného valu, po kterém byla pevnost dobyta a v dnešní době je možná i pohodlná doprava lanovkou z východní strany vedle brány Hadí stezky.

### Dějiny pevnosti
Podle Josefa Flavia zpočátku pevnost střídavě držely obě strany konfliktu o nástupnictví mezi hasmóneovskou a herodovskou dynastií. Poté, co pevnost znovu obsadil Herodes, tedy ještě před přestavbou, se zde skrývali jeho nejbližší příbuzní a bratr Josef. Herodes jim zde ponechal 800 mužů jako ochranu, zatímco sám bojoval se svým vojskem o Judské království. Tato posádka dokázala odolat obléhání Herodova protivníka Antigona II. Matitiáše, podporovaného Parthy. V době obležení měla pevnost sice dostatečné zásoby potravin, ale nedostatek vody, takže Josef již uvažoval nad opuštěním pevnosti a útěkem do Arábie. Noc před útěkem se však naštěstí spustil silný déšť, který naplnil cisterny a umožnil jim přečkat dobu, než jeho bratr Herodes posílil svoji armádu a dokázal je vyprostit. Po vítězství v boji o Judeu a stabilizaci své vlády zahájil Římem nově jmenovaný král Herodes v celém království rozsáhlou stavební činnost, která zahrnovala i přestavbu Masady. Měl ještě v čerstvé paměti nestabilitu během válek o nástupnictví, nadále čelil odporu části svých poddaných a také nebezpečí, že římský vojevůdce Marcus Antonius podlehne požadavkům egyptské královny Kleopatry na Herodovo odstranění a předání Judeje pod egyptskou správu, bylo v době přestavby velmi vysoké. Druhá polovina jeho vlády byla klidnější než první, takže si při pobytech zde spíše užíval vybraných lahůdek mimo jiné z Itálie a Španělska, jak bylo vykopávkami doloženo ze zbytků jídel v amforách. Po Herodově smrti a anexi Judeje Římem roku 6 sídlila na Masadě až do začátku židovského povstání římská posádka.

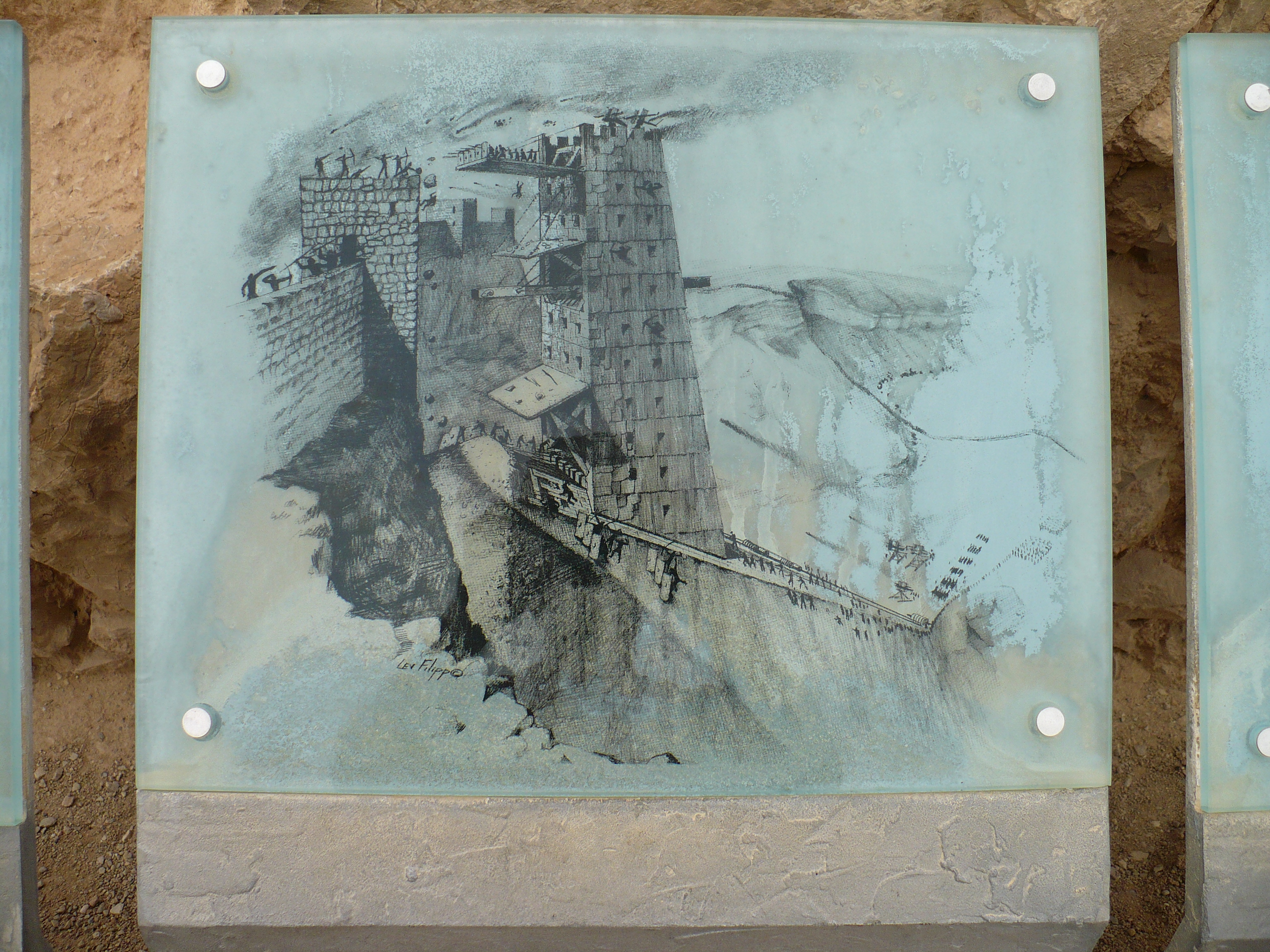
Pravděpodobná podoba útočné věže

 Hned na jeho počátku, roku 66, se oddíl zélótů lstí zmocnil Masady, pobil římskou posádku a z pevnosti vytvořil svoji základnu k útokům do okolí. Flavius popisuje drancování krajiny Judeje i okolních zemí v průběhu let vlády povstalců jako běžné a jmenovitě uvádí přepadení města Engadi (dnešního Ejn Gedi) na cestě mezi Masadou a Jeruzalémem. Posádka Masady městečko vyloupila a pobila přes 700 obyvatel, včetně žen a dětí. Obsazení pevnosti na začátku povstání povstalce výrazně posílilo. Protože po vypuknutí povstání čelili odporu oficiálních míst i velké části židovského obyvatelstva a zpočátku neměli zbraně, Menachem Galilejský, použil výzbroj a výstroj uskladněnou na Masadě králem Herodem a vyzbrojil jimi své příznivce, kteří následně oblehli a donutili ke kapitulaci Jeruzalém. Královské vojáky a krajany nechali povstalci po kapitulaci odejít, cizinci, převážně Římané byli pobiti. Část se stihla zachránit ve věžích bývalého Herodova paláce v Jeruzalémě, ale tím naplnění svého osudu jen odložili. Když na základě kapitulační dohody vyšli neozbrojeni ven a chtěli odejít, byli pobiti. V obou případech tím porušili povstalci svoje přísahy a záruky. Protože se navíc masakr udál v sobotu, kdy se měl světit šabat, předvídali již tehdy obyvatelé Jeruzaléma nejen pomstu Římanů, ale i Boží hněv. Na živu zůstal pouze velitel Římanů Metilius. Prosil prý o milost a slíbil, že se stane Židem a nechá se obřezat.
Menachem byl po zavraždění velekněze Annáše II. zvolen na jeho místo, ale kvůli rozpoutané hrůzovládě byl spolu s většinou povstalců po vzpouře protivníků zabit a jen několika z nich se podařilo uprchnout do bezpečí. Jedním byl i Menachemův příbuzný El'azar ben Ja'ir, který se následně stal velitelem na Masadě. Ke komunitě se postupně přidávali další členové, včetně svých rodin, takže finální počet v době římského obléhání měl činit 960 osob. Z důvodu odlehlé polohy a nepřístupnosti zůstala Masada po porážce povstání posledním ohniskem odporu v Judeji. Proto na začátku roku 73 nebo 74 přitáhla k pevnosti 10. legie Fretensis pod velením nového prokurátora Judeje Flavia Silvy spolu s pomocnými jednotkami a několika tisíci zajatci z dobytého Jeruzaléma. Podle archeologických zjištění obléhání trvalo jen pár týdnů oproti tvrzením historických zdrojů.

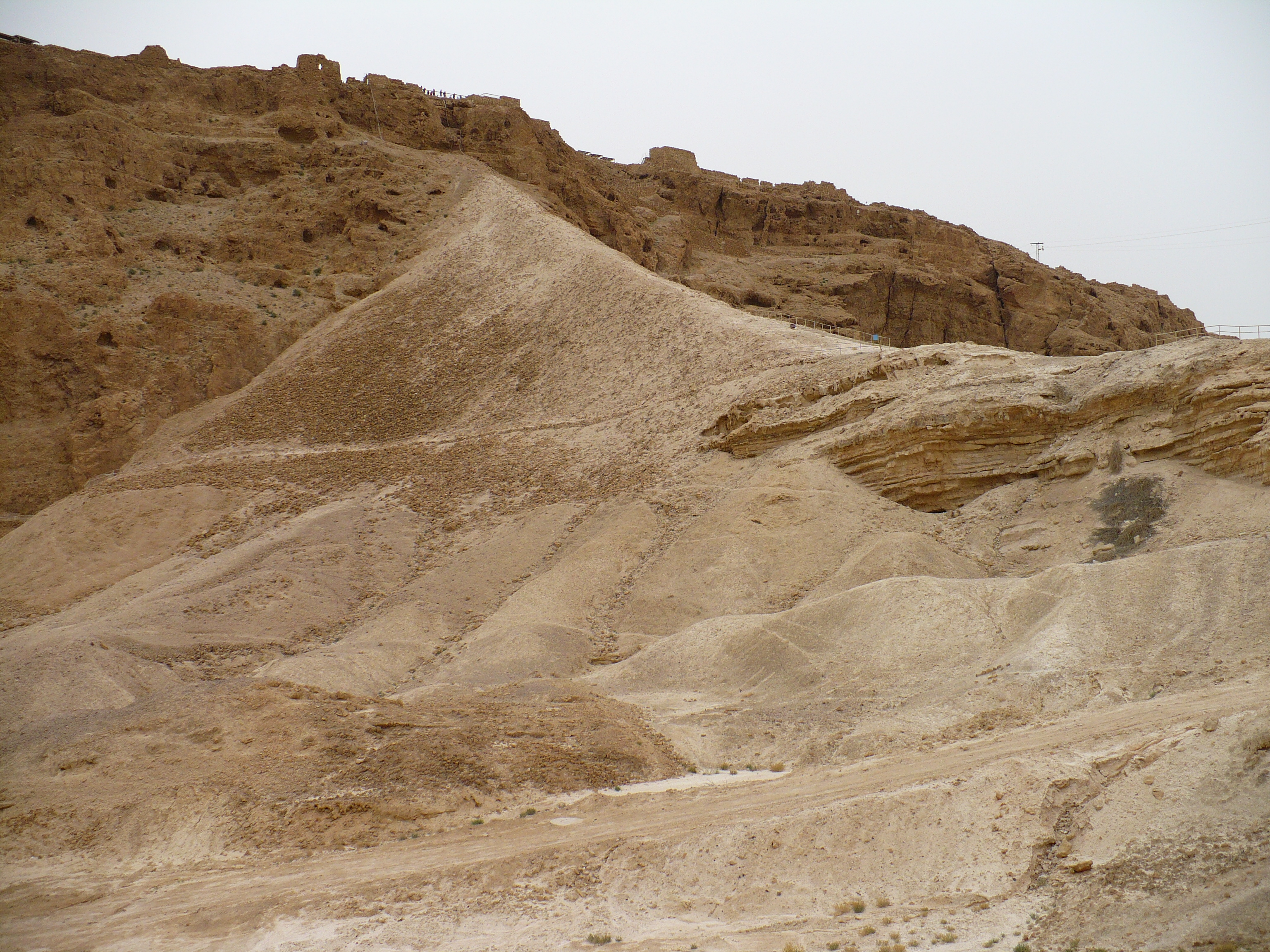
Římský obléhací val

 Vojáci obklopili celou pevnost zdí se strážními věžemi a rozmístili se kolem v osmi opevněných táborech, které ležely navzájem na dohled, takže v případě problémů si mohli přijít na pomoc. Podle Josefa Flavia byli zajatci používáni k dopravě zásob a vody pro obléhací jednotky, podle jiných zdrojů ale byli používáni i ke stavbě náspu, protože na ně obránci z náboženských důvodů neútočili. To však nebylo důležité, protože římské obléhací technologie s ostřelováním počítaly. Přístupové cesty v dostřelu obránců byly kryté a nasypávané čelo náspu chránila útočná věž, proti které neměli obránci žádnou protizbraň. Věž se postupně po náspu posouvala vzhůru, takže když byl během několika měsíců na jaře roku 74 nad akvaduktem pevnosti násep dokončen, přesáhla výšku hradeb, a tím začala poslední fáze obléhání. Obránci sice v místě předpokládaného průniku postavili dodatečné dřevěné opevnění vyplněné hlínou, které odolávalo beranidlu z útočné věže, ale po podkopání a zřícení původní hradby a zapálení dodatečného opevnění bylo jasné, že dobytí pevnosti je otázkou několika hodin. Římané se po zapálení opevnění stáhli, protože do hořícího opevnění nešlo proniknout a jen na noc zesílili stráže. Očekávali, že se obránci pokusí o výpad nebo únik ze ztracené pevnosti. Vůdce pevnosti Eleazar však nic takového neplánoval a ani to nechtěl dovolit ostatním. Místo toho svou památnou řečí, zaznamenanou Josefem Flaviem přesvědčil ostatní, že je lepší zemřít rukou svých bližních, než se podrobit Římanům. Muži nejdříve ukryli pod podlahu synagogy hebrejské, aramejské a řecké svitky, které dnes patří do souboru svitků od Mrtvého moře, pak pobili ženy a děti. Potom vylosovali ze svého středu deset mužů, lehli si mezi zabité a nechali se vylosovanými také podřezat. Ze zbývajících deseti opět vylosovali jednoho, který usmrtil ostatní, zkontroloval, zda jsou všichni mrtví, pevnost zapálil a sám pak spáchal sebevraždu. Když ráno Římané vnikli do pevnosti, našli naživu pouze dvě ženy a pět dětí, které se skryly v cisterně a vypověděly, co se předchozí noc stalo.
Po dobytí zůstala na Masadě římská posádka následujících 40 let až do začátku druhého století našeho letopočtu, poté pevnost zůstala opuštěná. Od pátého století našeho letopočtu si zde poustevníci postupně postavili křesťanský kostel a klášter. Po dobytí oblasti vyznavači islámu v sedmém století byli mniši vyhnáni, klášter zanikl a Masada byla na dlouhá staletí zapomenuta. Znovu bylo místo identifikováno roku 1838, v roce 1842 byl proveden první výstup na vrchol a v roce 1875 byla pevnost poprvé novodobě popsána a zmapována.

#### Vodní systém

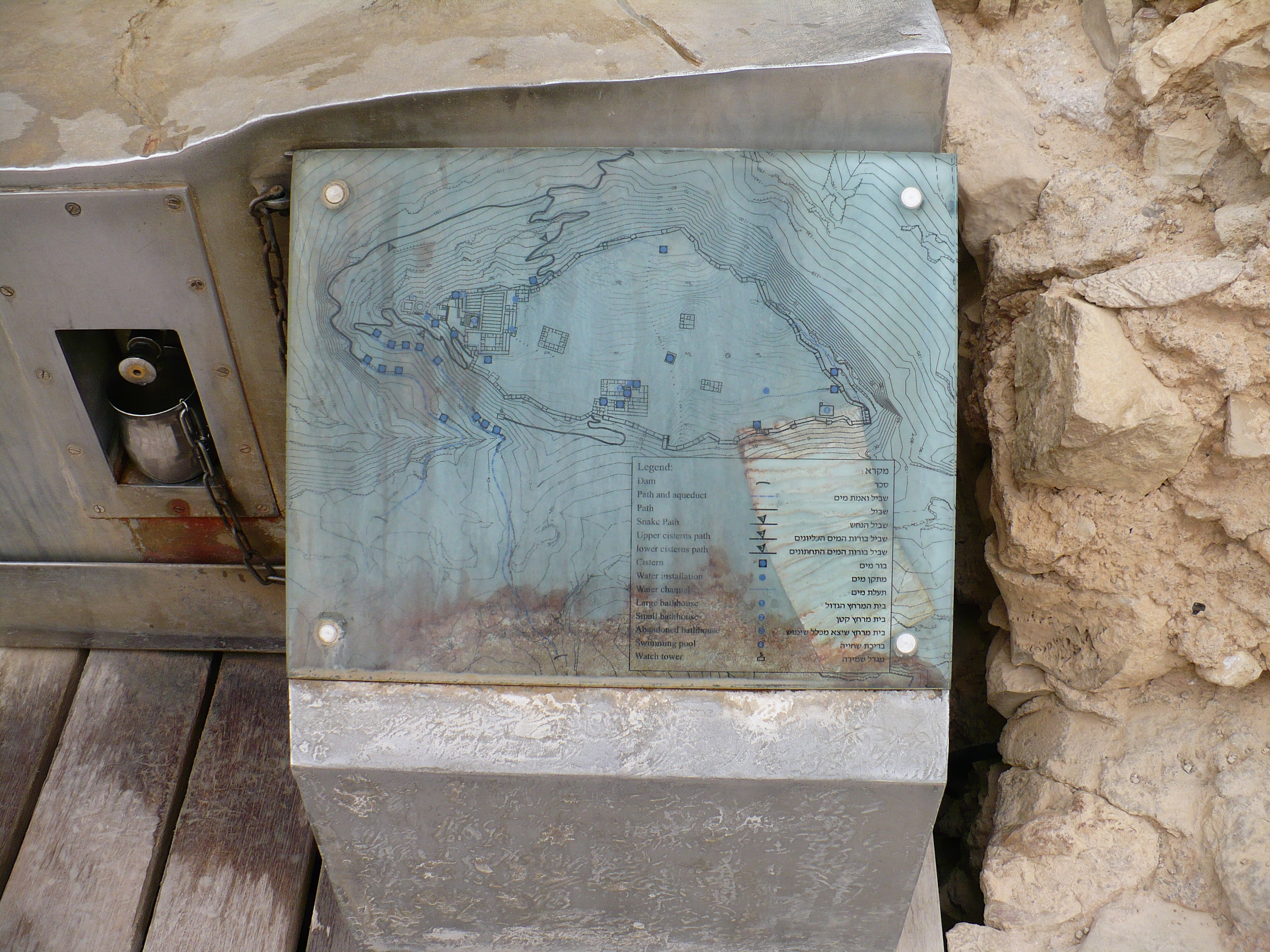
Plán vodního zásobování

Přestože se v okolí pevnosti nenachází žádný pramen, má pevnost do dnešní doby vody dostatek. Zdrojem vody byla dvě vádí, ve kterých se voda objevuje jen při vydatném dešti v horách – po ostatní dobu jsou vyschlá. Jejich koryta byla svedena pomocí dvou akvaduktů do cisteren, vytesaných ve skále. Akvadukty byly vytesány a vyzděny na severozápadní straně skaliska pevnosti a chráněny předsunutou obrannou věží na úbočí skály, jejíž pozůstatky jsou i dnes patrné. Vody z vádí Ben Jar byly svedeny do spodní řady čtyř cisteren, vody z vádí Masada do prostřední řady osmi cisteren na západní straně útesu. Cisterny měly samostatná vtoková stavidla, umožňující regulovat, do které cisterny voda poteče a vchody se schodištěm, vedoucím na dno cisterny. Obsah cisteren byl přibližně 40 000 m3 vody, což v době krále Heroda postačovalo i na několik let běžné spotřeby mírového stavu posádky. Ze zádržných cisteren se voda dopravovala pomocí konvojů oslů nebo mul do vrcholových cisteren přímo v pevnosti. Ze spodní řady cisteren konvoj obcházel severní stranu a na východě se napojil na Hadí stezku vzhůru, z horní řady cisteren vedla cesta přímo po západní straně do Vodní brány. Po dosažení vrcholové plošiny byla voda vlévána do kanálů, které končily v některé ze čtrnácti vrcholových cisteren. Z nich byla voda odebírána pro potřeby koupelen, lázní, bazénu nebo k běžné spotřebě. Vybavení a výzdoba lázní dokazuje zálibu krále Heroda v římském životním standardu, i když výzdoba bez figurálních motivů odkazuje na vliv židovské tradice nezobrazovat živé bytosti. Cisterny jsou volně přístupné poměrně zachovalými akvadukty, vstup k nim je ale zakázán výstražnou tabulkou z důvodu špatného stavu skály nad akvadukty a nebezpečí padajícího kamení. Přímo v pevnosti je ještě volně přístupná jedna cisterna, ostatní jsou uzavřené nebo zasypané.

#### Pozůstatky obléhacích prací
V okolí pevnosti je možné zhlédnout unikátní pozůstatky obléhacích prací římské armády, které se zachovaly díky odlehlosti lokality a pouštnímu podnebí. Nejvýraznější je ochranná hradba tábora A, která byla pravděpodobně znovu dostavěna. Spolu s tábory B a C střežil tábor A vyústění Hadí stezky a původního toku vádí Masada směrem k Mrtvému moři. Tábor D na severní straně pevnosti mimo ostrahy severní části valu ve spodní části pevnosti pozoroval dění v severním paláci. V táborech E a F bydleli vojáci budující obléhací val a následně útočící na pevnost, přičemž v táboře F je jasně patrný oddělený prostor tábora, určený zřejmě veliteli Flaviu Silvovi. Tábor G hlídal soutěsku vádí Masady a tábor H kontroloval z vyvýšeného skaliska přes údolí dění na náhorní plošině pevnosti. Tábory byly spojeny ochrannou zdí se strážními věžemi, pozůstatky zdí jsou rovněž dobře rozeznatelné. Obléhací val vedoucí k Byzantské bráně je možné si prohlédnout ze souběžné cesty, i když je již patrné odplavení horní části rampy deštěm. V místě přiblížení k hradbám je zřetelný podkop místa původní hradby, pahorek dole pod obléhacím valem má být hrobem obránců Masady. Všechny pozůstatky obléhacích prací jsou v terénu volně přístupné, protože je ale okolí Masady vyhlášeno národním parkem, je zde pohyb možný pouze po vyznačených cestách. Po nich lze Masadu obejít dokola buďto samostatně, nebo v rámci organizovaných výletů.

## Masada v židovské literatuře
Masada je známa jen ze spisů Flavia Josepha, žádný jiný židovský pramen neexistuje. O pevnosti se nezmiňuje ani Mišna ani podobné prameny, dokonce ani babylonský či Jeruzalémský talmud. Verze příběhu s několika vylepšeními se objevuje až v židovské kronice Josipon z 10. století.
Důvodem mlčení byla mimo jiné kontroverznost příběhu, neboť obsahoval upřednostnění sebevraždy před zajetím. Velmi podobný příběh se nachází i v 1S 31, 1–13 (Kral, ČEP), kde spáchal sebevraždu z podobného důvodu jako zélóti král Saul. Dalším důvodem mohlo být, že zélóti nepatřili k farizejskému proudu judaismu, který se po zničení Druhého chrámu prosadil.
V literatuře se Masada začala objevovat až se vznikem sionistického hnutí. Funkce příběhu však nebyla ani tak vědecká, jako spíše mytická a obrodná.

## Archeologický průzkum a dnešní Masada
Po dlouhé době zapomenutí byla Masada objevena roku 1838, avšak rozsáhlé vykopávky byly prováděny až v letech 1963 – 1965, vedl je přední izraelský archeolog Jigael Jadin s pomocí mnoha dobrovolníků z celého světa. V březnu 1949 území Masady dobyla v rámci Operace Jicuv izraelská armáda.
Dnes je možné se na vrchol nechat vyvézt lanovkou, nebo k pevnosti vystoupat pěšky po Hadí stezce či po římském náspu. Každoročně se na Masadě také koná přísaha vojáků.

## Fotogalerie

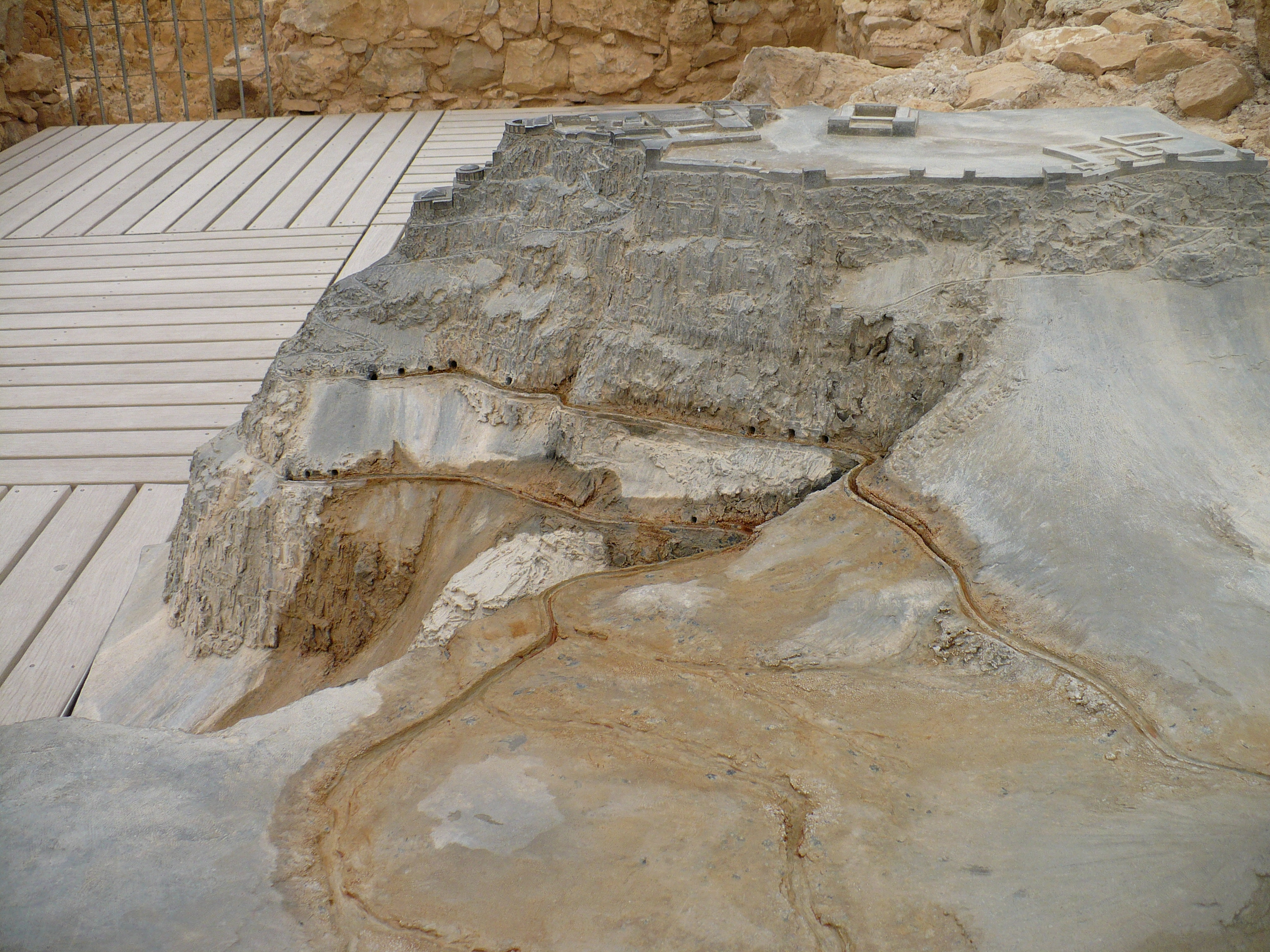
Model akvaduktů pevnosti
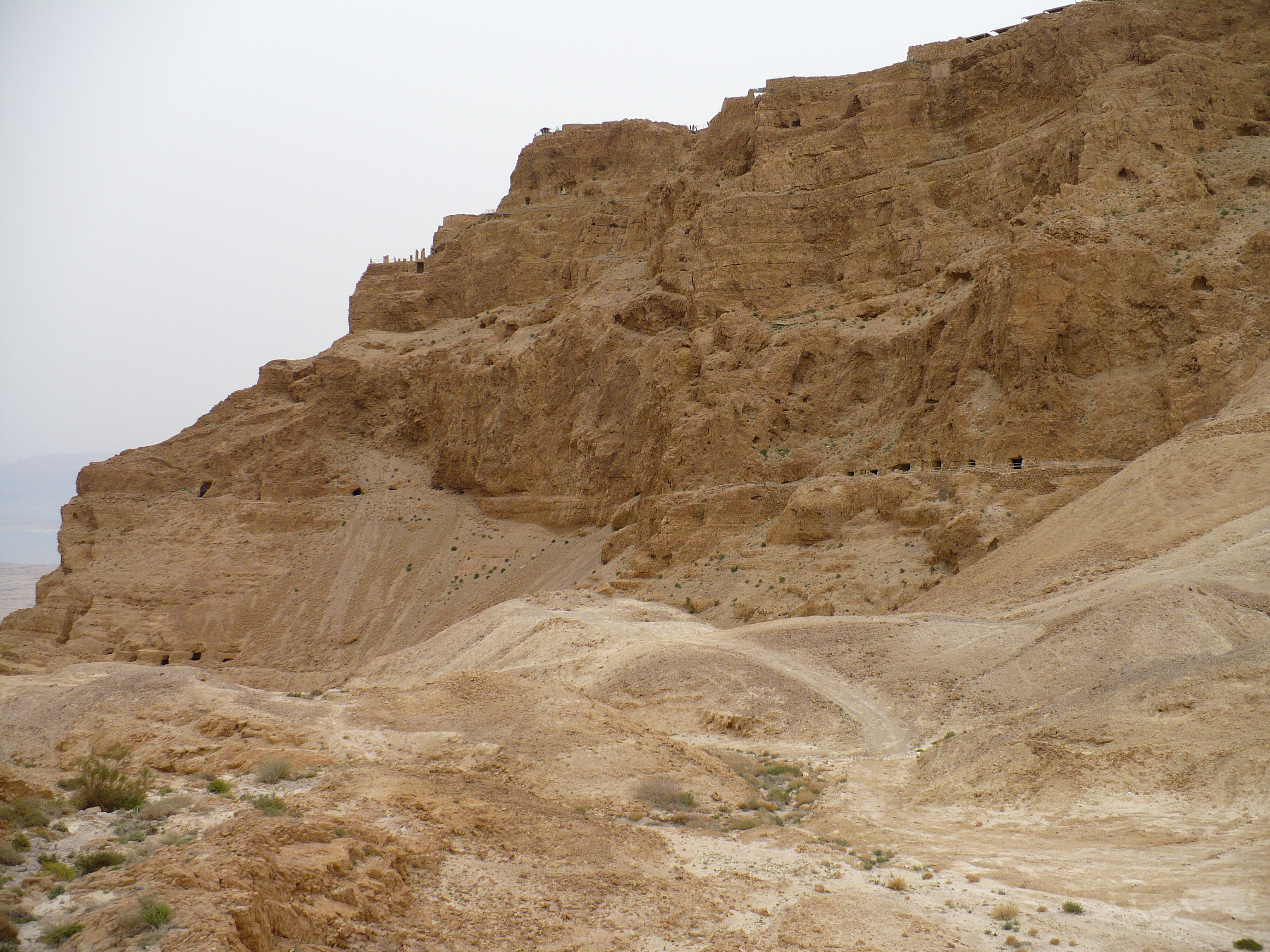
Střední a dolní řada cisteren spojených akvadukty – severozápadní strana pevnosti
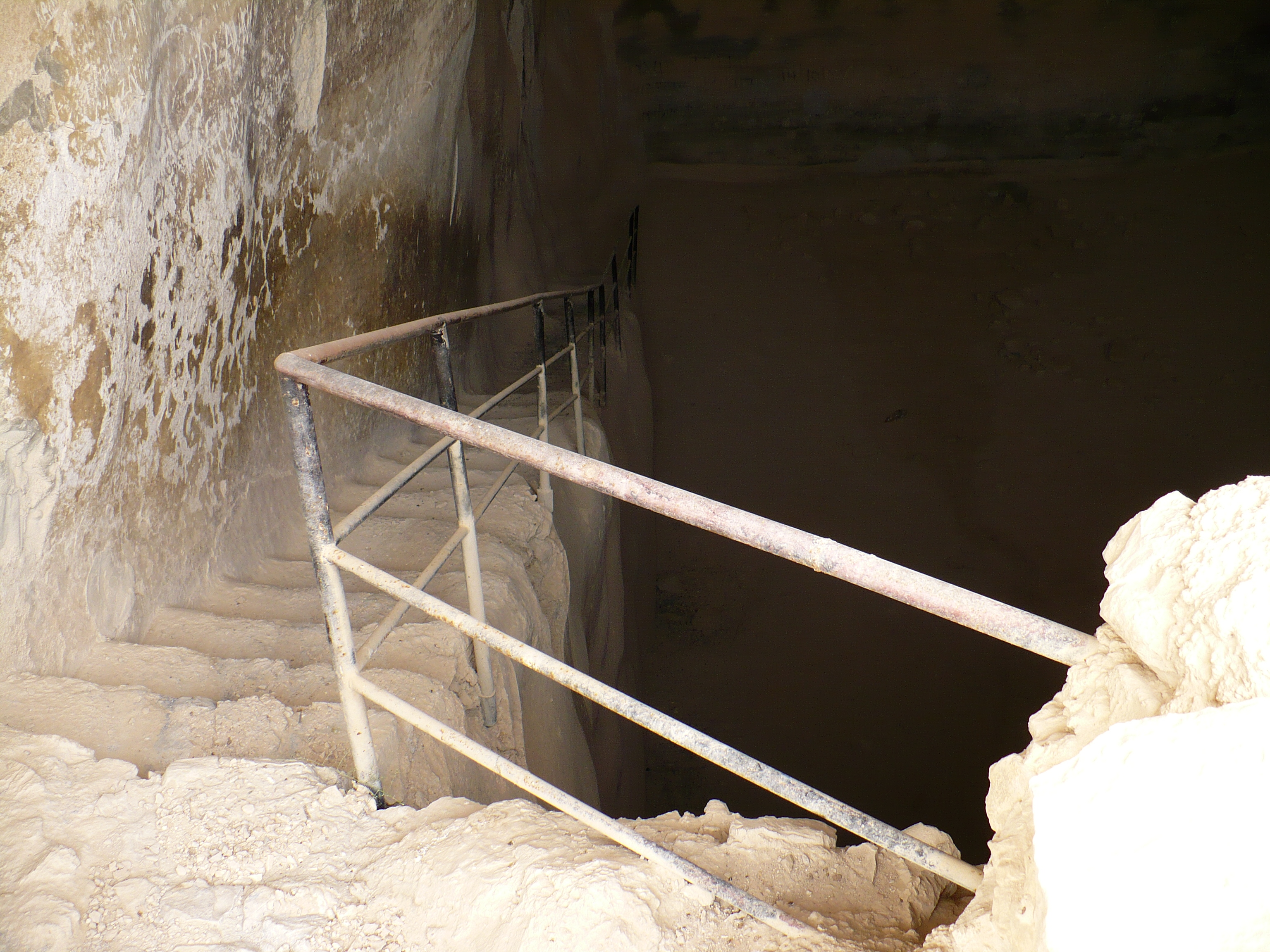
Vodní cisterna střední řada
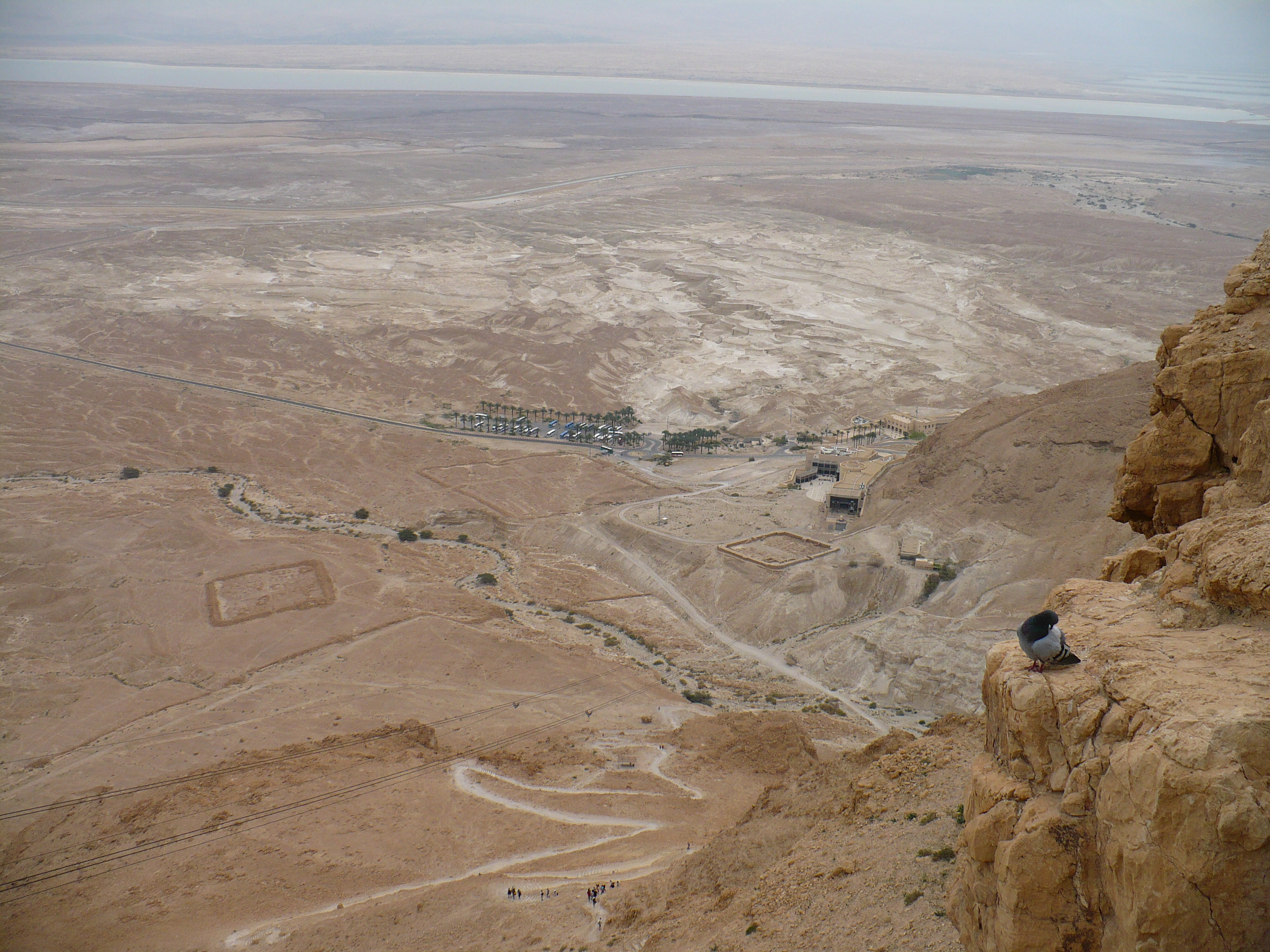
Římské tábory A, B a C z pohledu pevnosti
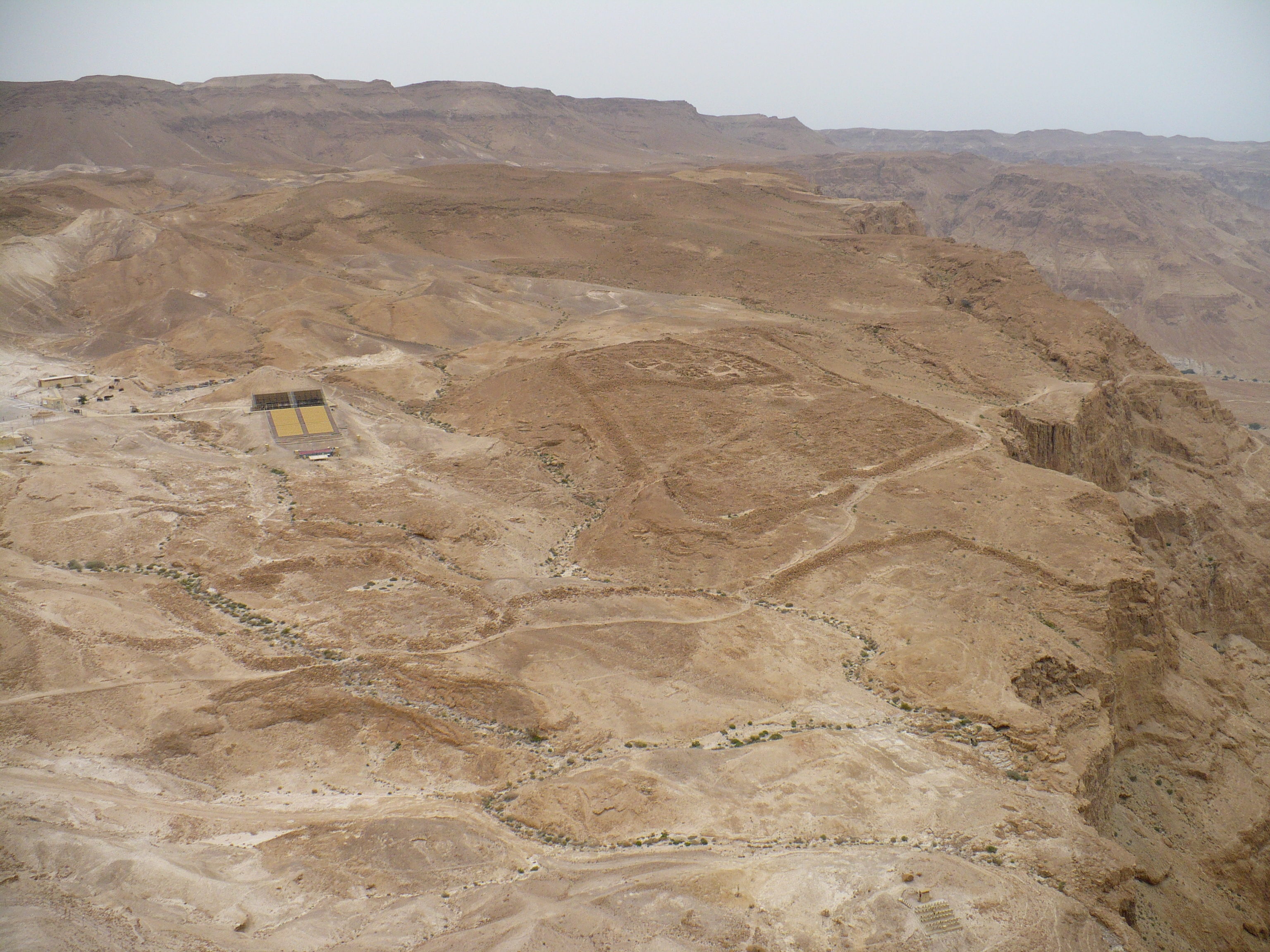
Římské tábory E a F
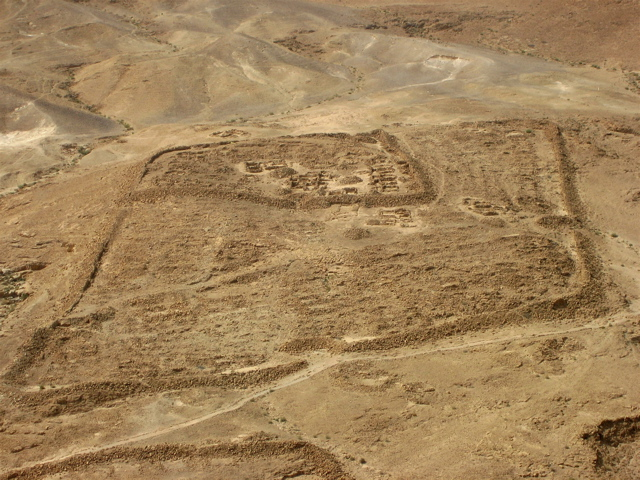
Římský tábor velitele Flavia Silvy
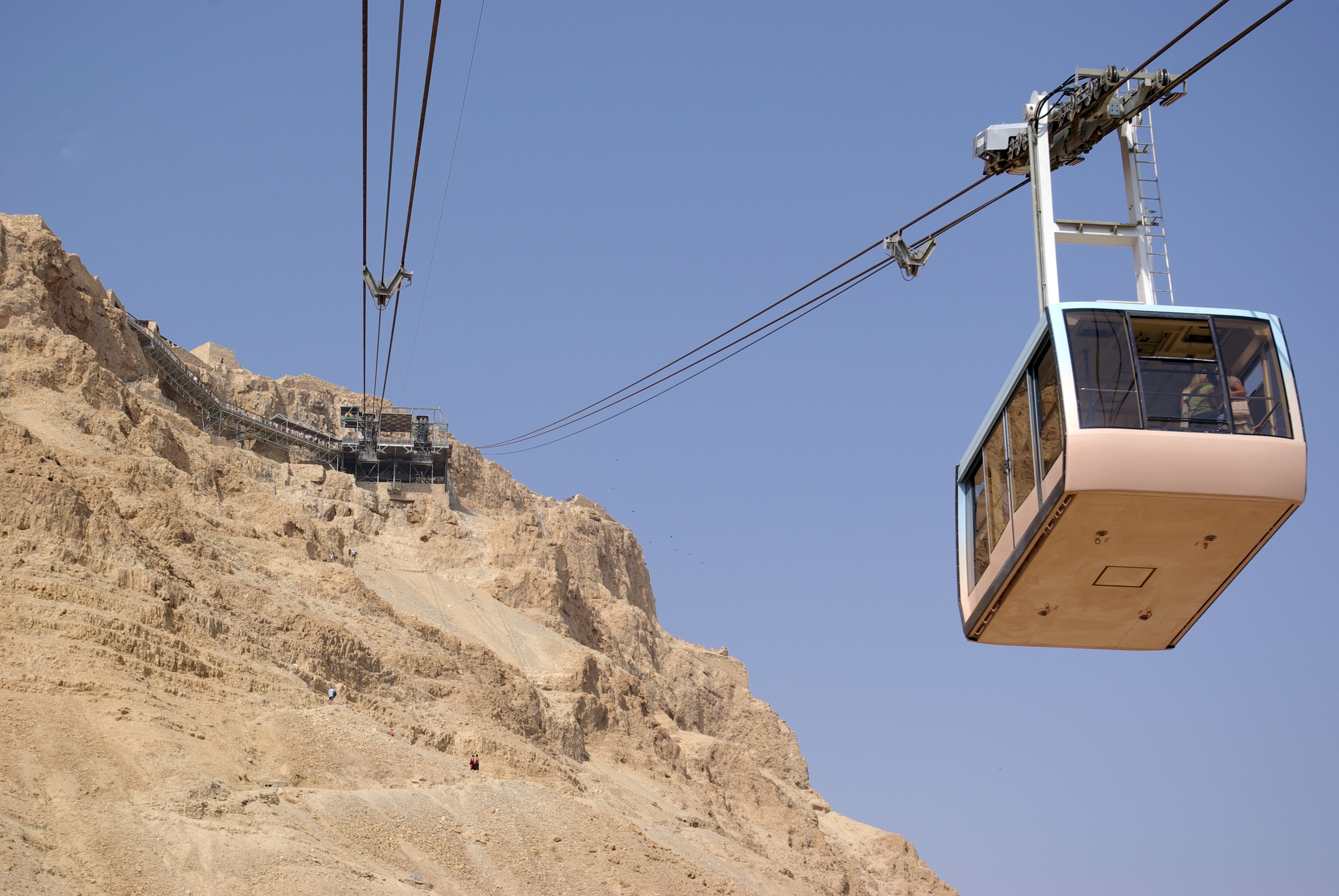
Lanovka na Masadu